# Serra de Cantellet
La Serra de Cantellet és una serra del municipi de Conca de Dalt, antigament del d'Hortoneda de la Conca, situada just al sud del poble d'Hortoneda.
És un dels contraforts del nord de la Serra de Pessonada. És al nord-est del Coll d'Estessa i al nord de les Costes de Cantellet. El seu extrem sud-occidental és el Serrat de Cantellet. Queda a l'esquerra de la llau de la Coma de l'Olla.